# Руді Ассауер
Руді Ассауер (нім. Rudi Assauer, 30 квітня 1944, Зульцбах — 6 лютого 2019, Гертен) — західнонімецький футболіст, що грав на позиції захисника. По завершенні ігрової кар'єри — тренер та функціонер.
Виступав, зокрема, за клуби «Боруссія» (Дортмунд), з яким став володарем Кубка ФРН і Кубка Кубків УЄФА, та «Вердер», а також молодіжну збірну Німеччини.

## Клубна кар'єра
Народився 30 квітня 1944 року в місті Зульцбах. Вихованець футбольної школи клубу «Гертен». Дорослу футбольну кар'єру розпочав 1963 року в основній команді того ж клубу, в якій провів один сезон, взявши участь у 35 матчах Регіоналліги (тодішнього другого дивізіону країни), в яких забив 7 голів.

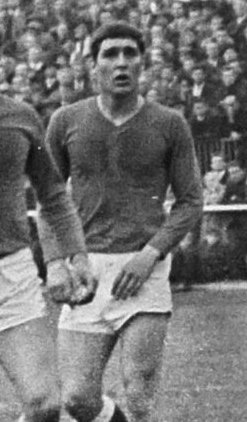
Руді Ассауер у 1965 році.

Своєю грою за цю команду привернув увагу представників тренерського штабу вищолыгового клубу «Боруссія» (Дортмунд), до складу якого приєднався 1964 року ы в першому ж сезоны виграв з командою Кубок ФРН, але у фіналі на поле не вийшов. Через рік Ассауер виграв Кубок володарів кубків, цього зігравши у фіналі 1966 року проти «Ліверпуля». Загалом відіграв за дортмундський клуб шість сезонів своєї ігрової кар'єри, зігравши 119 ігор Бундесліги.
1970 року перейшов до клубу «Вердер», за який відіграв ще 6 сезонів. Більшість часу, проведеного у складі «Вердера», був основним гравцем команди, зігравши у 188 матчах чемпіонату, у яких додав до свого бомбардирського здобутку 4 голи.
Завершив професійну кар'єру футболіста у 1976 році з 307 матчами в Бундеслізі, в яких забив 12 голів і віддав 9 асистів, а також провів сім матчів у Кубку Володарів Кубків і один матч у Кубку ярмарків.

## Виступи за збірну
Протягом 1966—1967 років залучався до складу збірної ФРН до 23 років. На молодіжному рівні зіграв у 2 офіційних матчах.

## Кар'єра тренера та функціонера
По завершенні ігрової кар'єри залишився у «Вердері», де працював генеральним менеджером до 1981 року. Протягом цього періоду він також ненадовго обіймав посаду тимчасового головного тренера на початку 1980 року після звільнення Вольфганга Вебера.
У 1981 році він став генеральним менеджером «Шальке 04», де також двічі ненадовго обіймав посаду головного тренера — у 1981 та 1983 роках. Він залишався на посаді менеджера до 4 грудня 1986 року, коли був звільнений. 
4 роки Ассауер займався нерухомістю, відірвавшись від футболу. Він повернувся до роботи в 1990 році, коли став менеджером «Ольденбурга», а в 1993 році він повернувся в Гельзенкірхен. Під час роботи Ассауера клуб виграв Кубок УЄФА в 1997 році та Кубок Німеччини в 2001 і 2002 роках, а також була відкрита в 2001 році «Фельтінс-Арена». 17 травня 2006 року залишив посаду директора після того, як наглядова рада одноголосно висловила йому недовіру.

## Особисте життя
У Ассауера були старший брат і сестра-близнючка. Він залишив школу у віці 14 років і отримав професію слюсаря. Потім він шість місяців працював на вугільній шахті Евальд у Гертені.
Він вперше одружився в 1970 році, і в тому ж році народилася його дочка Кеті. Він розлучився зі своєю дружиною в 1986 році. З 1987 року його партнеркою близько 12 років була гандболістка Беате Шнайдер. Пізніше Ассауер мав стосунки з Сімоне Томаллою з 2000 до початку 2009 року. У квітні 2011 року Ассауер одружився з репортеркою Бріттою Ідрізі.
Наприкінці січня 2012 року стало відомо, що Ассауер страждає на хворобу Альцгеймера. Його старший брат Лотар також кілька років страждав від хвороби Альцгеймера і помер у лютому 2013 року у віці 81 року внаслідок цієї хвороби.
З 2012 року Ассауер жив з донькою; його другий шлюб закінчився розлученням на початку 2013 року. Він помер 6 лютого 2019 року на 75-му році життя у місті Гертен внаслідок хвороби Альцгеймера.

## Титули і досягнення

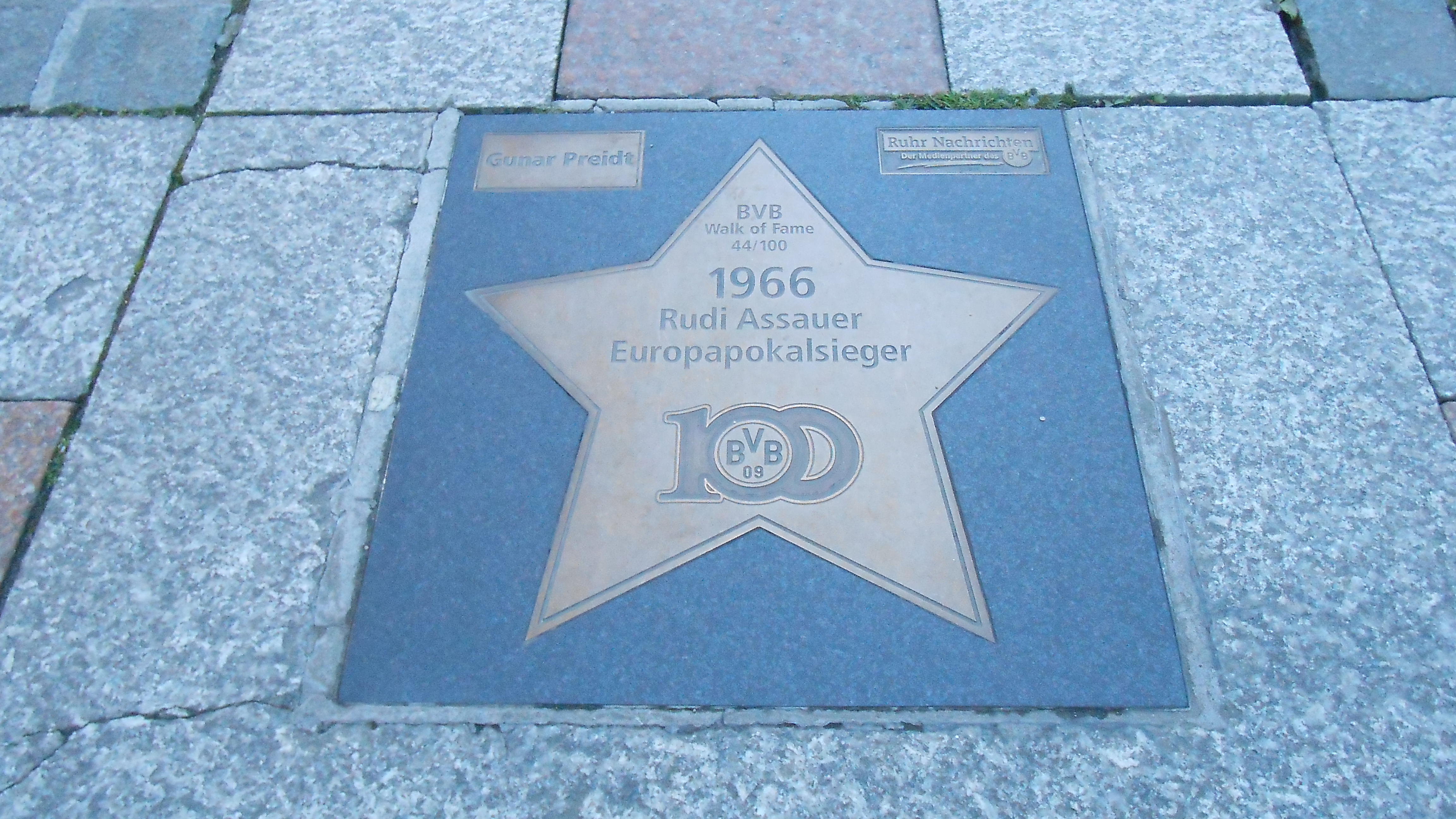
Зірка Ассауера на Алеї слави «Боруссії» (Дортмунд).

- Володар Кубка Німеччини (1):

«Боруссія» (Дортмунд): 1964/65
- Володар Кубка Кубків УЄФА (1):

«Боруссія» (Дортмунд): 1965/66